# Podbagny
Podbagny – kolonia w Polsce położona w województwie podlaskim, w powiecie sokólskim, w gminie Dąbrowa Białostocka.
W latach 1975–1998 miejscowość administracyjnie należała do województwa białostockiego.
Wieś ma formę kolonii, liczy kilkanaście gospodarstw, obecnie (2011) kilka jest niezamieszkanych. Leży po obu stronach drogi wojewódzkiej 670. Podbagny powstały po II wojnie światowej z kolonii 2 wsi: Bagny i Wesołowo.
Wierni kościoła rzymskokatolickiego należą do parafii św. Stanisława w Dąbrowie Białostockiej.